# Christian Thorning Engelstoft

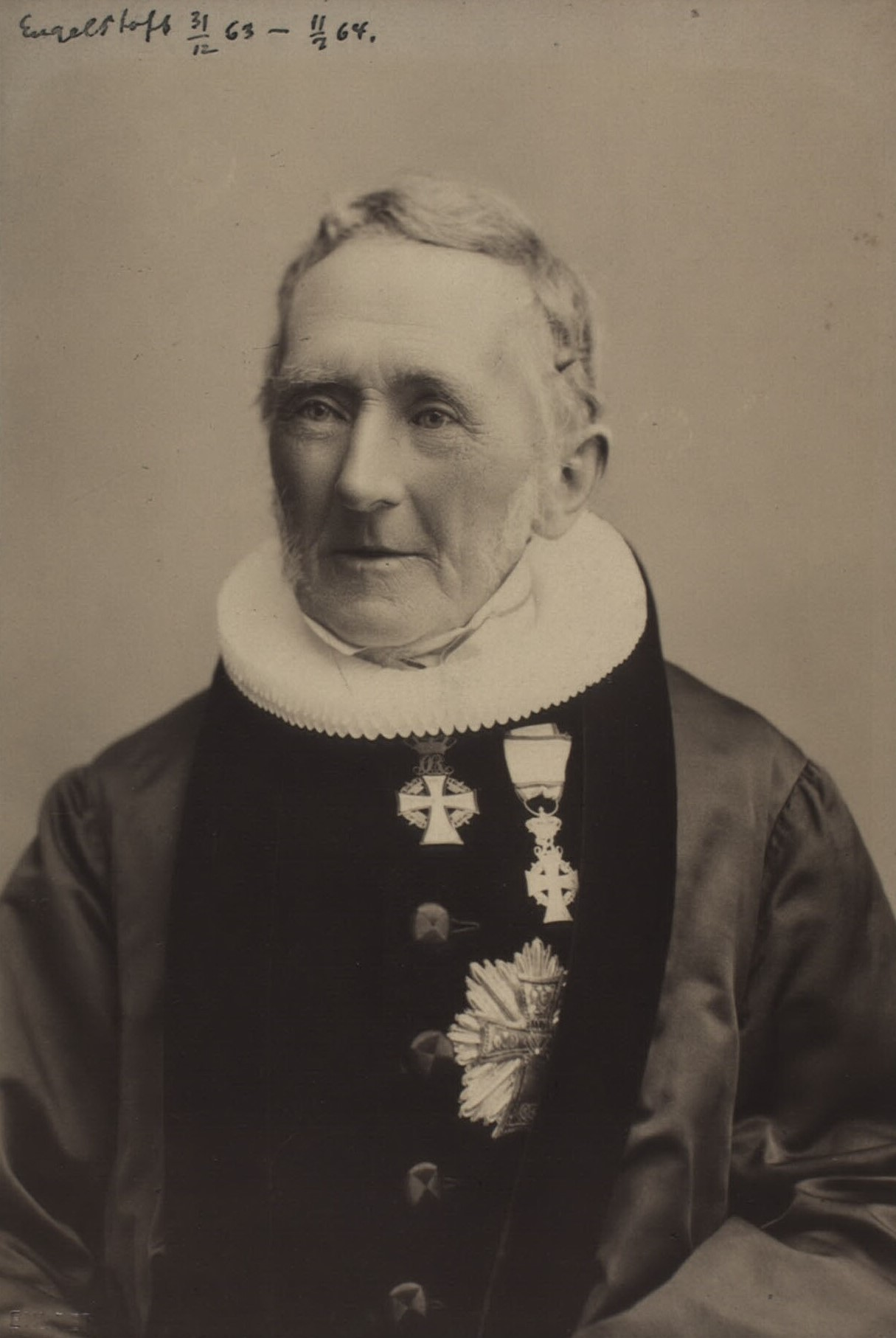
Christian Thorning Engelstoft.

Christian Thorning Engelstoft, född den 8 augusti 1805, död den 25 januari 1889, var en dansk teolog, systerson och adoptivson till Laurids Engelstoft, farfar till Povl Engelstoft.
Engelstoft blev 1834 professor i kyrkohistoria vid Köpenhamns universitet och 1851 biskop över Fyns stift. Tillsammans med C.E. Scharling utgav han 1837-49 Theologisk Tidsskrift och 1850-59 Nyt theologisk Tidsskrift.
Han utgav åtskilliga för grundlighet utmärkta kyrkohistoriska skrifter, exempelvis Liturgiens historie i Danmark (1840), Paulus Eliæ, en biographisk-historisk Skildring fra den danske Reformationstid (1848), Kirkeordinantsens Historie (1860) och Odense byes historie (1862; 2:a upplagan 1880). 